# Nishada unicolora
Nishada unicolora är en fjärilsart som beskrevs av George Thomas Bethune-Baker 1904. Nishada unicolora ingår i släktet Nishada och familjen björnspinnare. Inga underarter finns listade i Catalogue of Life.